# Đuro Sudeta
Đuro Sudeta (Stara Plošćica pokraj Bjelovara, 10. travnja 1903. – Koprivnica, 30. travnja 1927.) bio je hrvatski književnik.
Nakon gimnazijskog školovanja u Zagrebu, od 1922. godine učitelj je na građanskoj školi u Virju. Od ljeta 1925. liječio se od tuberkuloze u Topolšici, Zagrebu i Koprivnici. U kratkom životu izlaze mu dvije zbirke pjesama: „Osamljenim stazama" i „Kućice u Dolu", a napisao je i nekoliko novela i feljtona. Pjesnik je sutonskih ugođaja, kiše, tjeskobe, bolesti i umiranja, ali je željan sunca, vedrine, proljeća i harmonije, a suočen s realnošću bolesničke postelje. Sudeta je lirik pun neposrednosti, stvaralac religiozna nadahnuća, koji traga za utjehom samotnika i traži iskupljenje u idiličnom miru snježnobijelih crkava. Od mnoštva pripovjedaka izdvaja se moderna lirsko-fantastična pripovijetka "Mor".
Pisao je pjesme, članke i političke rasprave u "Luči", "Hrvatskoj prosvjeti" i "Vijencu".

### Citati
- Opis metamorfoze u pripovijetci Mor:

»Nešto ga goni da ode u kolibu po dvojnice. Da zasvira. Stavi ih na usta – i pogled mu se ukoči u mjesečini. Zasrebri mu se grubo brončano lice i kose se raspu kao strast. Otajni se zvuk vinu iz duše kao čudo odiskona zapretano. Ni on sam nije znao za njega, a nosio ga uvijek u sebi. Čas kao život, čas kao smrt.«

## Vanjske poveznice
- Đuro Sudeta